# Arsenal FC in het seizoen 2017/18
Dit artikel beschrijft de prestaties van de Engelse voetbalclub Arsenal FC in het seizoen 2017–2018.

## Selectie
| Nr.           | Naam                      | Nationaliteit  | Geboortedatum | Vorige club         |
| ------------- | ------------------------- | -------------- | ------------- | ------------------- |
| Keepers       |                           |                |               |                     |
| 13            | David Ospina              | Colombia       | 31-08-1988    | OGC Nice            |
| 33            | Petr Čech                 | Tsjechië       | 20-05-1982    | Chelsea             |
| 54            | Matt Macey                | Engeland       | 09-09-1994    | Luton Town          |
| Verdedigers   |                           |                |               |                     |
| 2             | Mathieu Debuchy           | Frankrijk      | 28-07-1985    | Newcastle United    |
| 4             | Per Mertesacker           | Duitsland      | 29-09-1984    | Werder Bremen       |
| 6             | Laurent Koscielny         | Frankrijk      | 10-09-1985    | FC Lorient          |
| 16            | Rob Holding               | Engeland       | 20-09-1995    | Bolton Wanderers    |
| 18            | Nacho Monreal             | Spanje         | 26-02-1986    | Málaga CF           |
| 20            | Shkodran Mustafi          | Duitsland      | 17-04-1992    | Valencia CF         |
| 21            | Calum Chambers            | Engeland       | 20-01-1995    | Middlesbrough       |
| 24            | Héctor Bellerín           | Spanje         | 10-03-1995    | /                   |
| 25            | Carl Jenkinson            | Engeland       | 08-02-1992    | West Ham United     |
| 27            | Konstantinos Mavropanos   | Griekenland    | 11-12-1997    | PAS Giannina        |
| 31            | Sead Kolašinac            | Bosnië en Her. | 20-06-1993    | FC Schalke 04       |
| Middenvelders |                           |                |               |                     |
| 7             | Henrich Mchitarjan        | Armenië        | 21-01-1989    | Manchester United   |
| 8             | Aaron Ramsey              | Wales          | 26-12-1990    | Cardiff City        |
| 10            | Jack Wilshere             | Engeland       | 01-01-1992    | Bournemouth         |
| 11            | Mesut Özil                | Duitsland      | 15-10-1988    | Real Madrid         |
| 17            | Alex Iwobi                | Nigeria        | 03-05-1996    | /                   |
| 19            | Santi Cazorla             | Spanje         | 13-12-1984    | Málaga CF           |
| 22            | Jeff Reine-Adélaïde       | Frankrijk      | 17-01-1998    | RC Lens             |
| 29            | Granit Xhaka              | Zwitserland    | 27-09-1992    | Mönchengladbach     |
| 30            | Ainsley Maitland-Niles    | Engeland       | 29-08-1997    | /                   |
| 35            | Mohamed Elneny            | Egypte         | 11-07-1992    | FC Basel            |
| 58            | Marcus McGuane            | Engeland       | 02-02-1999    | /                   |
| 61            | Reiss Nelson              | Engeland       | 10-12-1999    | /                   |
| 65            | Ben Sheaf                 | Engeland       | 05-02-1998    | /                   |
| 69            | Joe Willock               | Engeland       | 20-08-1999    | /                   |
| Aanvallers    |                           |                |               |                     |
| 9             | Alexandre Lacazette       | Frankrijk      | 28-05-1991    | Olympique Lyon      |
| 14            | Pierre-Emerick Aubameyang | Gabon          | 18-06-1989    | Borussia Dortmund   |
| 23            | Danny Welbeck             | Engeland       | 26-11-1990    | Manchester United   |
| 28            | Lucas Pérez               | Spanje         | 10-09-1988    | Deportivo La Coruña |
| 32            | Chuba Akpom               | Engeland       | 09-10-1995    | /                   |
| 62            | Edward Nketiah            | Engeland       | 30-05-1999    | /                   |

- = Aanvoerder
- In de Europa League kreeg Henrich Mchitarjan het rugnummer 77.

### Technische staf
|                 |                      |                       |
| Functie         | Naam                 | Nationaliteit         |
| Coach           | Arsène Wenger (foto) | Frankrijk             |
| Assistent-coach | Steve Bould          | Engeland              |
| Assistent-coach | Boro Primorac        | Bosnië en Herzegovina |
| Assistent-coach | Neil Banfield        | Engeland              |
| Keeperstrainer  | Gerry Peyton         | Ierland               |

## Resultaten
Een overzicht van de competities waaraan Arsenal in het seizoen 2017-2018 zal deelnemen.
| Premier League | FA Cup      | League Cup          | Community Shield | Europa League |
| -------------- | ----------- | ------------------- | ---------------- | ------------- |
|                |             |                     |                  |               |
| Zesde          | 1/32 finale | Verliezend finalist | Winnaar          | Halve finale  |

## Uitrustingen
Shirtsponsor(s): Fly Emirates

Sportmerk: Puma
| Thuis | Uit | Alternatief | Doelman | Doelman |

## Transfers

### Zomer
| Naam                    | Nationaliteit    | Van/naar             | Prijs        |
| ----------------------- | ---------------- | -------------------- | ------------ |
| Inkomend                |                  |                      |              |
| Alexandre Lacazette     | Frankrijk        | Olympique Lyon       | € 50.000.000 |
| Sead Kolašinac          | Bosnië en Her.   | FC Schalke 04        | Transfervrij |
| TOTAAL UITGAVEN:        | TOTAAL UITGAVEN: | TOTAAL UITGAVEN:     | € 50.000.000 |
| Uitgaand                |                  |                      |              |
| Wojciech Szczęsny       | Polen            | Juventus             | € 11.000.000 |
| Gabriel Paulista        | Brazilië         | Valencia             | € 11.000.000 |
| Kaylen Hinds            | Engeland         | VfL Wolfsburg        | € 2.700.000  |
| Glen Kamara             | Finland          | Dundee               | € 500.000    |
| Kieran Gibbs            | Engeland         | West Bromwich Albion | € 7.500.000  |
| Alex Oxlade-Chamberlain | Engeland         | Liverpool            | € 40.000.000 |
| Yaya Sanogo             | Frankrijk        | Toulouse FC          | Transfervrij |
| Stefan O'Connor         | Engeland         | Newcastle United     | Transfervrij |
| Kostas Pileas           | Cyprus           | Anorthosis Famagusta | Transfervrij |
| Chris Willock           | Engeland         | Benfica              | Transfervrij |
| Daniel Crowley          | Engeland         | Willem II            | Transfervrij |
| TOTAAL INKOMEN:         | TOTAAL INKOMEN:  | TOTAAL INKOMEN:      | € 72.700.000 |

### Verhuurde spelers
| Naam            | Nationaliteit | Van/naar          | Begin huur      | Einde huur   |
| --------------- | ------------- | ----------------- | --------------- | ------------ |
| Uitgaand        |               |                   |                 |              |
| Takuma Asano    | Japan         | VfB Stuttgart     | 22 juni 2017    | 30 juni 2018 |
| Marc Bola       | Engeland      | Bristol Rovers    | 14 juli 2017    | 30 juni 2018 |
| Damián Martínez | Argentinië    | Getafe            | 2 augustus 2017 | 30 juni 2018 |
| Stephy Mavididi | Engeland      | Preston North End | 4 augustus 2017 | 30 juni 2018 |

### Winter
| Naam                      | Nationaliteit    | Van/naar          | Prijs        |
| ------------------------- | ---------------- | ----------------- | ------------ |
| Inkomend                  |                  |                   |              |
| Konstantinos Mavropanos   | Griekenland      | PAS Giannina      | € 2.500.000  |
| Henrich Mchitarjan        | Armenië          | Manchester United | Transfervrij |
| Pierre-Emerick Aubameyang | Gabon            | Borussia Dortmund | € 64.500.000 |
| TOTAAL UITGAVEN:          | TOTAAL UITGAVEN: | TOTAAL UITGAVEN:  | € 67.000.000 |
| Uitgaand                  |                  |                   |              |
| Francis Coquelin          | Frankrijk        | Valencia          | € 14.000.000 |
| Theo Walcott              | Engeland         | Everton FC        | € 23.000.000 |
| Alexis Sánchez            | Chili            | Manchester United | Transfervrij |
| TOTAAL UITGAVEN:          | TOTAAL UITGAVEN: | TOTAAL UITGAVEN:  | € 37.000.000 |

## Community Shield

### Wedstrijden
| Wedstrijddetails                             | Thuisploeg    | Uitslag   | Uitploeg   | Opstelling | Kaarten      |
| -------------------------------------------- | ------------- | --------- | ---------- | --- | ------------ |
| FA Community Shield                          |               |           |            | |              |
| 6 augustus 2017 15:00 Wembley Stadium Londen | Arsenal FC    | 1-1 (3-1) | Chelsea FC | Čech Holding, Mertesacker (33' Kolašinac), Monreal Bellerín, Elneny, Xhaka, Oxlade-Chamberlain Iwobi (67' Walcott), Lacazette (66' Giroud), Welbeck (87' Nelson) Strafschoppen: Walcott, Monreal, Oxlade-Chamberlain | 16' Bellerín |
| 6 augustus 2017 15:00 Wembley Stadium Londen | 82' Kolašinac | 0-1 1-1   | 46' Moses  | Čech Holding, Mertesacker (33' Kolašinac), Monreal Bellerín, Elneny, Xhaka, Oxlade-Chamberlain Iwobi (67' Walcott), Lacazette (66' Giroud), Welbeck (87' Nelson) Strafschoppen: Walcott, Monreal, Oxlade-Chamberlain | 16' Bellerín |

## Premier League

### Wedstrijden
| Wedstrijddetails                                        | Thuisploeg                                                            | Uitslag                     | Uitploeg                                                    | Opstelling | Kaarten                                                                  |
| ------------------------------------------------------- | --------------------------------------------------------------------- | --------------------------- | ----------------------------------------------------------- | --- | ------------------------------------------------------------------------ |
| Heenronde                                               |                                                                       |                             |                                                             | |                                                                          |
| 11 augustus 2017 20:45 Emirates Stadium Londen          | Arsenal FC                                                            | 4-3                         | Leicester City                                              | Čech Bellerín, Holding (67' Giroud), Kolašinac, Monreal Elneny (67' Ramsey), Xhaka, Özil Oxlade-Chamberlain, Lacazette, Welbeck (75' Walcott)          |                                                                          |
| 11 augustus 2017 20:45 Emirates Stadium Londen          | 2' Lacazette 45+2' Welbeck 83' Ramsey 85' Giroud                      | 1-0 1-1 1-2 2-2 2-3 3-3 4-3 | 5' Okazaki 29' Vardy 56' Vardy                              | Čech Bellerín, Holding (67' Giroud), Kolašinac, Monreal Elneny (67' Ramsey), Xhaka, Özil Oxlade-Chamberlain, Lacazette, Welbeck (75' Walcott)          |                                                                          |
| 19 augustus 2017 18:30 Britannia Stadium Stoke-on-Trent | Stoke City                                                            | 1-0                         | Arsenal FC                                                  | Čech Bellerín, Mustafi, Kolašinac (66' Giroud), Monreal Ramsey, Xhaka (79' Iwobi), Özil Oxlade-Chamberlain, Lacazette (78' Walcott), Welbeck           |                                                                          |
| 19 augustus 2017 18:30 Britannia Stadium Stoke-on-Trent | 47' Jesé                                                              | 1-0                         |                                                             | Čech Bellerín, Mustafi, Kolašinac (66' Giroud), Monreal Ramsey, Xhaka (79' Iwobi), Özil Oxlade-Chamberlain, Lacazette (78' Walcott), Welbeck           |                                                                          |
| 27 augustus 2017 17:00 Anfield Liverpool                | Liverpool FC                                                          | 4-0                         | Arsenal FC                                                  | Čech Holding, Koscielny, Monreal Oxlade-Chamberlain (62' Lacazette), Ramsey (46' Coquelin), Xhaka, Bellerín Sánchez (62' Giroud), Welbeck, Özil        | 22' Welbeck 40' Xhaka 49' Özil 73' Holding                               |
| 27 augustus 2017 17:00 Anfield Liverpool                | 17' Firmino 40' Mané 57' Salah 77' Sturridge                          | 1-0 2-0 3-0 4-0             |                                                             | Čech Holding, Koscielny, Monreal Oxlade-Chamberlain (62' Lacazette), Ramsey (46' Coquelin), Xhaka, Bellerín Sánchez (62' Giroud), Welbeck, Özil        | 22' Welbeck 40' Xhaka 49' Özil 73' Holding                               |
| 9 september 2017 16:00 Emirates Stadium Londen          | Arsenal FC                                                            | 3-0                         | Bournemouth                                                 | Čech Koscielny, Mustafi, Monreal Bellerín, Ramsey (67' Coquelin), Xhaka, Kolašinac Özil, Lacazette (75' Giroud), Welbeck (75' Sánchez)                 |                                                                          |
| 9 september 2017 16:00 Emirates Stadium Londen          | 6' Welbeck 27' Lacazette 50' Welbeck                                  | 1-0 2-0 3-0                 |                                                             | Čech Koscielny, Mustafi, Monreal Bellerín, Ramsey (67' Coquelin), Xhaka, Kolašinac Özil, Lacazette (75' Giroud), Welbeck (75' Sánchez)                 |                                                                          |
| 17 september 2017 14:30 Stamford Bridge Londen          | Chelsea FC                                                            | 0-0                         | Arsenal FC                                                  | Čech Koscielny, Mustafi, Monreal Bellerín, Ramsey, Xhaka, Kolašinac Iwobi (80' Elneny), Lacazette (66' Sánchez), Welbeck (73' Giroud)                  | 84' Elneny 90+1' Kolašinac 90+3' Bellerín                                |
| 17 september 2017 14:30 Stamford Bridge Londen          |                                                                       |                             |                                                             | Čech Koscielny, Mustafi, Monreal Bellerín, Ramsey, Xhaka, Kolašinac Iwobi (80' Elneny), Lacazette (66' Sánchez), Welbeck (73' Giroud)                  | 84' Elneny 90+1' Kolašinac 90+3' Bellerín                                |
| 25 september 2017 21:00 Emirates Stadium Londen         | Arsenal FC                                                            | 2-0                         | West Bromwich Albion                                        | Čech Koscielny, Mustafi, Monreal Bellerín, Elneny, Xhaka, Kolašinac Ramsey (90+3' Maitland-Niles), Lacazette (83' Giroud), Sánchez (83' Özil)          | 44' Sánchez                                                              |
| 25 september 2017 21:00 Emirates Stadium Londen         | 20' Lacazette 67' Lacazette (pen.)                                    | 1-0 2-0                     |                                                             | Čech Koscielny, Mustafi, Monreal Bellerín, Elneny, Xhaka, Kolašinac Ramsey (90+3' Maitland-Niles), Lacazette (83' Giroud), Sánchez (83' Özil)          | 44' Sánchez                                                              |
| 1 oktober 2017 13:00 Emirates Stadium Londen            | Arsenal FC                                                            | 2-0                         | Brighton & Hove Albion                                      | Čech Holding, Mustafi, Monreal Bellerín, Ramsey, Xhaka (83' Elneny), Kolašinac Iwobi (71' Walcott), Lacazette (71' Giroud), Sánchez                    |                                                                          |
| 1 oktober 2017 13:00 Emirates Stadium Londen            | 16' Monreal 56' Iwobi                                                 | 1-0 2-0                     |                                                             | Čech Holding, Mustafi, Monreal Bellerín, Ramsey, Xhaka (83' Elneny), Kolašinac Iwobi (71' Walcott), Lacazette (71' Giroud), Sánchez                    |                                                                          |
| 14 oktober 2017 18:30 Vicarage Road Watford             | Watford FC                                                            | 2-1                         | Arsenal FC                                                  | Čech Koscielny (85' Holding), Mertesacker, Monreal Bellerín, Elneny, Xhaka, Kolašinac Iwobi, Lacazette (68' Giroud), Welbeck (61' Özil)                |                                                                          |
| 14 oktober 2017 18:30 Vicarage Road Watford             | 71' Deeney (pen.) 90+2' Cleverley                                     | 0-1 1-1 2-1                 | 39' Mertesacker                                             | Čech Koscielny (85' Holding), Mertesacker, Monreal Bellerín, Elneny, Xhaka, Kolašinac Iwobi, Lacazette (68' Giroud), Welbeck (61' Özil)                |                                                                          |
| 22 oktober 2017 14:30 Goodison Park Liverpool           | Everton FC                                                            | 2-5                         | Arsenal FC                                                  | Čech Koscielny, Mertesacker, Monreal Bellerín, Ramsey, Xhaka, Kolašinac Özil (82' Coquelin), Lacazette (77' Wilshere), Sánchez                         | 86' Koscielny                                                            |
| 22 oktober 2017 14:30 Goodison Park Liverpool           | 12' Rooney 90+3' Niasse                                               | 1-0 1-1 1-2 1-3 1-4 2-4 2-5 | 40' Monreal 53' Özil 74' Lacazette 90' Ramsey 90+5' Sánchez | Čech Koscielny, Mertesacker, Monreal Bellerín, Ramsey, Xhaka, Kolašinac Özil (82' Coquelin), Lacazette (77' Wilshere), Sánchez                         | 86' Koscielny                                                            |
| 28 oktober 2017 16:00 Emirates Stadium Londen           | Arsenal FC                                                            | 2-1                         | Swansea City                                                | Čech Koscielny, Mertesacker, Monreal Bellerín, Ramsey, Xhaka, Kolašinac (78' Holding) Özil, Lacazette (81' Giroud), Sánchez                            |                                                                          |
| 28 oktober 2017 16:00 Emirates Stadium Londen           | 51' Kolašinac 58' Ramsey                                              | 0-1 1-1 2-1                 | 22' Clucas                                                  | Čech Koscielny, Mertesacker, Monreal Bellerín, Ramsey, Xhaka, Kolašinac (78' Holding) Özil, Lacazette (81' Giroud), Sánchez                            |                                                                          |
| 5 november 2017 15:15 Etihad Stadium Manchester         | Manchester City                                                       | 3-1                         | Arsenal FC                                                  | Čech Koscielny, Coquelin (56' Lacazette), Monreal Bellerín, Ramsey, Xhaka (78' Giroud), Kolašinac Özil, Sánchez, Iwobi (78' Wilshere)                  | 49' Monreal 59' Lacazette 67' Koscielny 75' Xhaka 77' Sánchez 90+1' Özil |
| 5 november 2017 15:15 Etihad Stadium Manchester         | 19' De Bruyne 50' Agüero (pen.) 74' Jesus                             | 1-0 2-0 2-1 3-1             | 65' Lacazette                                               | Čech Koscielny, Coquelin (56' Lacazette), Monreal Bellerín, Ramsey, Xhaka (78' Giroud), Kolašinac Özil, Sánchez, Iwobi (78' Wilshere)                  | 49' Monreal 59' Lacazette 67' Koscielny 75' Xhaka 77' Sánchez 90+1' Özil |
| 18 november 2017 13:30 Emirates Stadium Londen          | Arsenal FC                                                            | 2-0                         | Tottenham Hotspur                                           | Čech Koscielny, Mustafi, Monreal Bellerín, Ramsey, Xhaka, Kolašinac Özil (84' Iwobi), Lacazette (73' Coquelin), Sánchez                                | 32' Xhaka 38' Sánchez 48' Mustafi 73' Monreal                            |
| 18 november 2017 13:30 Emirates Stadium Londen          | 36' Mustafi 41' Sánchez                                               | 1-0 2-0                     |                                                             | Čech Koscielny, Mustafi, Monreal Bellerín, Ramsey, Xhaka, Kolašinac Özil (84' Iwobi), Lacazette (73' Coquelin), Sánchez                                | 32' Xhaka 38' Sánchez 48' Mustafi 73' Monreal                            |
| 26 november 2017 15:00 Turf Moor Burnley                | Burnley FC                                                            | 0-1                         | Arsenal FC                                                  | Čech Koscielny, Mustafi, Monreal Bellerín, Ramsey, Xhaka, Kolašinac Iwobi (67' Wilshere), Lacazette (79' Welbeck), Sánchez                             |                                                                          |
| 26 november 2017 15:00 Turf Moor Burnley                |                                                                       | 0-1                         | 90+2' Sánchez (pen.)                                        | Čech Koscielny, Mustafi, Monreal Bellerín, Ramsey, Xhaka, Kolašinac Iwobi (67' Wilshere), Lacazette (79' Welbeck), Sánchez                             |                                                                          |
| 29 november 2017 20:45 Emirates Stadium Londen          | Arsenal FC                                                            | 5-0                         | Huddersfield Town                                           | Čech Koscielny, Mustafi, Monreal Bellerín, Ramsey (73' Wilshere), Xhaka, Kolašinac Özil, Lacazette (46' Giroud), Sánchez (73' Welbeck)                 |                                                                          |
| 29 november 2017 20:45 Emirates Stadium Londen          | 3' Lacazette 68' Giroud 69' Sánchez 72' Özil 87' Giroud               | 1-0 2-0 3-0 4-0 5-0         |                                                             | Čech Koscielny, Mustafi, Monreal Bellerín, Ramsey (73' Wilshere), Xhaka, Kolašinac Özil, Lacazette (46' Giroud), Sánchez (73' Welbeck)                 |                                                                          |
| 2 december 2017 18:30 Emirates Stadium Londen           | Arsenal FC                                                            | 1-3                         | Manchester United                                           | Čech Koscielny, Mustafi (15' Iwobi), Monreal Bellerín, Ramsey, Xhaka (70' Welbeck), Kolašinac (76' Giroud) Özil, Lacazette, Sánchez                    | 72' Bellerín 87' Koscielny 89' Sánchez                                   |
| 2 december 2017 18:30 Emirates Stadium Londen           | 49' Lacazette                                                         | 0-1 0-2 1-2 1-3             | 4' Valencia 11' Lingard 63' Lingard                         | Čech Koscielny, Mustafi (15' Iwobi), Monreal Bellerín, Ramsey, Xhaka (70' Welbeck), Kolašinac (76' Giroud) Özil, Lacazette, Sánchez                    | 72' Bellerín 87' Koscielny 89' Sánchez                                   |
| 10 december 2017 13:00 St. Mary's Stadium Southampton   | Southampton FC                                                        | 1-1                         | Arsenal FC                                                  | Čech Koscielny, Mertesacker (64' Welbeck), Monreal Bellerín, Ramsey, Xhaka (69' Wilshere), Kolašinac Özil, Lacazette (72' Giroud), Sánchez             | 78' Bellerín 90' Wilshere                                                |
| 10 december 2017 13:00 St. Mary's Stadium Southampton   | 3' Austin                                                             | 1-0 1-1                     | 88' Giroud                                                  | Čech Koscielny, Mertesacker (64' Welbeck), Monreal Bellerín, Ramsey, Xhaka (69' Wilshere), Kolašinac Özil, Lacazette (72' Giroud), Sánchez             | 78' Bellerín 90' Wilshere                                                |
| 13 december 2017 21:00 London Stadium Londen            | West Ham United                                                       | 0-0                         | Arsenal FC                                                  | Čech Bellerín, Koscielny, Monreal, Maitland-Niles Xhaka, Wilshere, Özil Iwobi (70' Welbeck), Giroud, Sánchez (82' Lacazette)                           |                                                                          |
| 13 december 2017 21:00 London Stadium Londen            |                                                                       |                             |                                                             | Čech Bellerín, Koscielny, Monreal, Maitland-Niles Xhaka, Wilshere, Özil Iwobi (70' Welbeck), Giroud, Sánchez (82' Lacazette)                           |                                                                          |
| 16 december 2017 16:00 Emirates Stadium Londen          | Arsenal FC                                                            | 1-0                         | Newcastle United                                            | Čech Bellerín, Koscielny, Monreal, Maitland-Niles Xhaka, Wilshere, Özil Iwobi (72' Welbeck), Lacazette (73' Giroud), Sánchez (89' Coquelin)            | 86' Monreal 90+2' Xhaka                                                  |
| 16 december 2017 16:00 Emirates Stadium Londen          | 23' Özil                                                              | 1-0                         |                                                             | Čech Bellerín, Koscielny, Monreal, Maitland-Niles Xhaka, Wilshere, Özil Iwobi (72' Welbeck), Lacazette (73' Giroud), Sánchez (89' Coquelin)            | 86' Monreal 90+2' Xhaka                                                  |
| 22 december 2017 20:45 Emirates Stadium Londen          | Arsenal FC                                                            | 3-3                         | Liverpool FC                                                | Čech Bellerín, Koscielny, Monreal (46' Mustafi), Maitland-Niles Xhaka, Wilshere, Özil Iwobi (78' Welbeck), Lacazette, Sánchez (89' Walcott)            | 58' Iwobi                                                                |
| 22 december 2017 20:45 Emirates Stadium Londen          | 53' Sánchez 56' Xhaka 58' Özil                                        | 0-1 0-2 1-2 2-2 3-2 3-3     | 26' Coutinho 52' Salah 71' Firmino                          | Čech Bellerín, Koscielny, Monreal (46' Mustafi), Maitland-Niles Xhaka, Wilshere, Özil Iwobi (78' Welbeck), Lacazette, Sánchez (89' Walcott)            | 58' Iwobi                                                                |
| 28 december 2017 21:00 Selhurst Park Londen             | Crystal Palace                                                        | 2-3                         | Arsenal FC                                                  | Čech Chambers, Mustafi, Koscielny Bellerín, Xhaka (87' Maitland-Niles), Wilshere, Kolašinac Özil, Lacazette (75' Coquelin), Sánchez                    | 29' Chambers                                                             |
| 28 december 2017 21:00 Selhurst Park Londen             | 49' Townsend 89' Tomkins                                              | 0-1 1-1 1-2 1-3 2-3         | 25' Mustafi 62' Sánchez 66' Sánchez                         | Čech Chambers, Mustafi, Koscielny Bellerín, Xhaka (87' Maitland-Niles), Wilshere, Kolašinac Özil, Lacazette (75' Coquelin), Sánchez                    | 29' Chambers                                                             |
| Terugronde                                              |                                                                       |                             |                                                             | |                                                                          |
| 31 december 2017 17:30 The Hawthorns West Bromwich      | West Bromwich Albion                                                  | 1-1                         | Arsenal FC                                                  | Čech Chambers, Mustafi, Koscielny (72' Mertesacker) Bellerín, Xhaka, Wilshere, Kolašinac (37' Maitland-Niles) Iwobi (74' Welbeck), Lacazette, Sánchez  | 58' Mustafi 88' Wilshere 90+5' Čech                                      |
| 31 december 2017 17:30 The Hawthorns West Bromwich      | 89' Rodriguez (pen.)                                                  | 0-1 1-1                     | 83' McClean                                                 | Čech Chambers, Mustafi, Koscielny (72' Mertesacker) Bellerín, Xhaka, Wilshere, Kolašinac (37' Maitland-Niles) Iwobi (74' Welbeck), Lacazette, Sánchez  | 58' Mustafi 88' Wilshere 90+5' Čech                                      |
| 3 januari 2018 20:45 Emirates Stadium Londen            | Arsenal FC                                                            | 2-2                         | Chelsea FC                                                  | Čech Chambers (88' Walcott), Mustafi, Holding Bellerín, Xhaka, Wilshere, Maitland-Niles Özil, Lacazette (80' Welbeck), Sánchez                         | 31' Wilshere 53' Holding 67' Özil                                        |
| 3 januari 2018 20:45 Emirates Stadium Londen            | 63' Wilshere 90+2' Bellerín                                           | 1-0 1-1 1-2 2-2             | 67' Hazard (pen.) 84' Alonso                                | Čech Chambers (88' Walcott), Mustafi, Holding Bellerín, Xhaka, Wilshere, Maitland-Niles Özil, Lacazette (80' Welbeck), Sánchez                         | 31' Wilshere 53' Holding 67' Özil                                        |
| 14 januari 2018 14:30 Dean Court Bournemouth            | Bournemouth                                                           | 2-1                         | Arsenal FC                                                  | Čech Chambers (74' Ramsey), Mustafi, Holding Bellerín, Xhaka, Wilshere, Maitland-Niles Iwobi (76' Walcott), Lacazette, Welbeck                         | 56' Xhaka 71' Wilshere                                                   |
| 14 januari 2018 14:30 Dean Court Bournemouth            | 70' Wilson 74' Ibe                                                    | 0-1 1-1 2-1                 | 52' Bellerín                                                | Čech Chambers (74' Ramsey), Mustafi, Holding Bellerín, Xhaka, Wilshere, Maitland-Niles Iwobi (76' Walcott), Lacazette, Welbeck                         | 56' Xhaka 71' Wilshere                                                   |
| 20 januari 2018 16:00 Emirates Stadium Londen           | Arsenal FC                                                            | 4-1                         | Crystal Palace                                              | Čech Bellerín, Mustafi, Koscielny, Monreal (34' Maitland-Niles) Wilshere, Elneny, Xhaka Özil (72' Nelson), Lacazette, Iwobi (82' Kolašinac)            |                                                                          |
| 20 januari 2018 16:00 Emirates Stadium Londen           | 6' Monreal 10' Iwobi 13' Koscielny 22' Lacazette                      | 1-0 2-0 3-0 4-0 4-1         | 78' Milivojević                                             | Čech Bellerín, Mustafi, Koscielny, Monreal (34' Maitland-Niles) Wilshere, Elneny, Xhaka Özil (72' Nelson), Lacazette, Iwobi (82' Kolašinac)            |                                                                          |
| 30 januari 2018 20:45 Liberty Stadium Swansea           | Swansea City                                                          | 3-1                         | Arsenal FC                                                  | Čech Bellerín, Mustafi, Koscielny, Monreal Ramsey, Elneny (60' Mchitarjan), Xhaka Özil, Lacazette, Iwobi (76' Giroud)                                  | 54' Elneny 69' Bellerín 75' Özil                                         |
| 30 januari 2018 20:45 Liberty Stadium Swansea           | 34' Clucas 61' Ayew 86' Clucas                                        | 0-1 1-1 2-1 3-1             | 33' Monreal                                                 | Čech Bellerín, Mustafi, Koscielny, Monreal Ramsey, Elneny (60' Mchitarjan), Xhaka Özil, Lacazette, Iwobi (76' Giroud)                                  | 54' Elneny 69' Bellerín 75' Özil                                         |
| 3 februari 2018 18:30 Emirates Stadium Londen           | Arsenal FC                                                            | 5-1                         | Everton FC                                                  | Čech (70' Ospina) Bellerín, Mustafi, Koscielny, Monreal (46' Kolašinac) Ramsey (75' Wilshere), Xhaka, Özil Iwobi, Aubameyang, Mchitarjan               | 24' Koscielny 50' Mustafi                                                |
| 3 februari 2018 18:30 Emirates Stadium Londen           | 6' Ramsey 14' Koscielny 19' Ramsey 37' Aubameyang 74' Ramsey          | 1-0 2-0 3-0 4-0 4-1 5-1     | 64' Calvert-Lewin                                           | Čech (70' Ospina) Bellerín, Mustafi, Koscielny, Monreal (46' Kolašinac) Ramsey (75' Wilshere), Xhaka, Özil Iwobi, Aubameyang, Mchitarjan               | 24' Koscielny 50' Mustafi                                                |
| 10 februari 2018 13:30 Wembley Stadium Londen           | Tottenham Hotspur                                                     | 1-0                         | Arsenal FC                                                  | Čech Bellerín, Mustafi, Koscielny, Monreal Wilshere, Elneny (65' Iwobi), Xhaka (86' Welbeck) Özil, Aubameyang, Mchitarjan (65' Lacazette)              | 73' Mustafi                                                              |
| 10 februari 2018 13:30 Wembley Stadium Londen           | 49' Kane                                                              | 1-0                         |                                                             | Čech Bellerín, Mustafi, Koscielny, Monreal Wilshere, Elneny (65' Iwobi), Xhaka (86' Welbeck) Özil, Aubameyang, Mchitarjan (65' Lacazette)              | 73' Mustafi                                                              |
| 1 maart 2018 20:45 Emirates Stadium Londen              | Arsenal FC                                                            | 0-3                         | Manchester City                                             | Čech Bellerín, Mustafi, Koscielny, Kolašinac Ramsey, Xhaka, Özil Mchitarjan, Aubameyang, Welbeck                                                       | 32' Kolašinac                                                            |
| 1 maart 2018 20:45 Emirates Stadium Londen              |                                                                       | 0-1 0-2 0-3                 | 15' B. Silva 28' D. Silva 33' Sané                          | Čech Bellerín, Mustafi, Koscielny, Kolašinac Ramsey, Xhaka, Özil Mchitarjan, Aubameyang, Welbeck                                                       | 32' Kolašinac                                                            |
| 4 maart 2018 14:30 The AMEX Falmer                      | Brighton & Hove Albion                                                | 2-1                         | Arsenal FC                                                  | Čech Chambers (83' Nketiah), Mustafi, Koscielny, Kolašinac Wilshere, Xhaka, Özil Mchitarjan (83' Bellerín), Aubameyang, Iwobi (74' Welbeck)            | 28' Kolašinac 40' Wilshere 54' Xhaka                                     |
| 4 maart 2018 14:30 The AMEX Falmer                      | 7' Dunk 26' Murray                                                    | 1-0 2-0 2-1                 | 43' Aubameyang                                              | Čech Chambers (83' Nketiah), Mustafi, Koscielny, Kolašinac Wilshere, Xhaka, Özil Mchitarjan (83' Bellerín), Aubameyang, Iwobi (74' Welbeck)            | 28' Kolašinac 40' Wilshere 54' Xhaka                                     |
| 11 maart 2018 14:30 Emirates Stadium Londen             | Arsenal FC                                                            | 3-0                         | Watford FC                                                  | Čech Maitland-Niles, Mustafi (73' Chambers), Holding, Kolašinac Elneny, Xhaka, Özil Mchitarjan (78' Wilshere), Aubameyang, Iwobi (66' Welbeck)         | 55' Mustafi 90' Xhaka                                                    |
| 11 maart 2018 14:30 Emirates Stadium Londen             | 8' Mustafi 59' Aubameyang 77' Mchitarjan                              | 1-0 2-0 3-0                 |                                                             | Čech Maitland-Niles, Mustafi (73' Chambers), Holding, Kolašinac Elneny, Xhaka, Özil Mchitarjan (78' Wilshere), Aubameyang, Iwobi (66' Welbeck)         | 55' Mustafi 90' Xhaka                                                    |
| 1 april 2018 14:30 Emirates Stadium Londen              | Arsenal FC                                                            | 3-0                         | Stoke City                                                  | Ospina Bellerín, Mustafi, Chambers, Monreal Elneny (76' Xhaka), Ramsey, Wilshere (76' Mchitarjan) Özil, Aubameyang, Welbeck (61' Lacazette)            | 37' Elneny                                                               |
| 1 april 2018 14:30 Emirates Stadium Londen              | 75' Aubameyang (pen.) 86' Aubameyang 89' Lacazette (pen.)             | 1-0 2-0 3-0                 |                                                             | Ospina Bellerín, Mustafi, Chambers, Monreal Elneny (76' Xhaka), Ramsey, Wilshere (76' Mchitarjan) Özil, Aubameyang, Welbeck (61' Lacazette)            | 37' Elneny                                                               |
| 8 april 2018 15:15 Emirates Stadium Londen              | Arsenal FC                                                            | 3-2                         | Southampton FC                                              | Čech Bellerín (74' Holding), Mustafi, Chambers, Kolašinac Elneny, Xhaka, Iwobi Nelson (64' Wilshere), Aubameyang (71' Lacazette), Welbeck              | 50' Bellerín 90+2' Wilshere 90+3' Elneny                                 |
| 8 april 2018 15:15 Emirates Stadium Londen              | 28' Aubameyang 38' Welbeck 81' Welbeck                                | 0-1 1-1 2-1 2-2 3-2         | 17' Long 73' Austin                                         | Čech Bellerín (74' Holding), Mustafi, Chambers, Kolašinac Elneny, Xhaka, Iwobi Nelson (64' Wilshere), Aubameyang (71' Lacazette), Welbeck              | 50' Bellerín 90+2' Wilshere 90+3' Elneny                                 |
| 15 april 2018 14:30 St. James' Park Newcastle upon Tyne | Newcastle United                                                      | 2-1                         | Arsenal FC                                                  | Čech Chambers (78' Maitland-Niles), Mustafi, Holding, Monreal Elneny, Xhaka, Willock (68' Welbeck) Iwobi (86' Nketiah), Lacazette, Aubameyang          |                                                                          |
| 15 april 2018 14:30 St. James' Park Newcastle upon Tyne | 29' Pérez 68' Ritchie                                                 | 0-1 1-1 2-1                 | 14' Lacazette                                               | Čech Chambers (78' Maitland-Niles), Mustafi, Holding, Monreal Elneny, Xhaka, Willock (68' Welbeck) Iwobi (86' Nketiah), Lacazette, Aubameyang          |                                                                          |
| 22 april 2018 14:30 Emirates Stadium Londen             | Arsenal FC                                                            | 4-1                         | West Ham United                                             | Ospina Bellerín, Mustafi, Koscielny, Monreal Elneny (45' Maitland-Niles), Xhaka, Ramsey Iwobi (70' Aubameyang), Lacazette, Welbeck (88' Chambers)      | 41' Xhaka 62' Maitland-Niles 74' Mustafi                                 |
| 22 april 2018 14:30 Emirates Stadium Londen             | 51' Monreal 82' Ramsey 85' Lacazette 89' Lacazette                    | 1-0 1-1 2-1 3-1 4-1         | 64' Arnautović                                              | Ospina Bellerín, Mustafi, Koscielny, Monreal Elneny (45' Maitland-Niles), Xhaka, Ramsey Iwobi (70' Aubameyang), Lacazette, Welbeck (88' Chambers)      | 41' Xhaka 62' Maitland-Niles 74' Mustafi                                 |
| 29 april 2018 17:30 Old Trafford Manchester             | Manchester United                                                     | 2-1                         | Arsenal FC                                                  | Ospina Bellerín, Chambers, Mavropanos, Kolašinac (64' Monreal) Maitland-Niles, Xhaka, Iwobi Mchitarjan (76' Willock), Aubameyang, Nelson (64' Welbeck) | 24' Xhaka                                                                |
| 29 april 2018 17:30 Old Trafford Manchester             | 16' Pogba 90+1' Fellaini                                              | 1-0 1-1 2-1                 | 51' Mchitarjan                                              | Ospina Bellerín, Chambers, Mavropanos, Kolašinac (64' Monreal) Maitland-Niles, Xhaka, Iwobi Mchitarjan (76' Willock), Aubameyang, Nelson (64' Welbeck) | 24' Xhaka                                                                |
| 6 mei 2018 17:30 Emirates Stadium Londen                | Arsenal FC                                                            | 5-0                         | Burnley FC                                                  | Čech Bellerín, Chambers (77' Mertesacker), Mavropanos, Kolašinac Wilshere (72' Ramsey), Xhaka, Iwobi Mchitarjan, Lacazette (72' Welbeck), Aubameyang   |                                                                          |
| 6 mei 2018 17:30 Emirates Stadium Londen                | 14' Aubameyang 45+3' Lacazette 54' Kolašinac 64' Iwobi 75' Aubameyang | 1-0 2-0 3-0 4-0 5-0         |                                                             | Čech Bellerín, Chambers (77' Mertesacker), Mavropanos, Kolašinac Wilshere (72' Ramsey), Xhaka, Iwobi Mchitarjan, Lacazette (72' Welbeck), Aubameyang   |                                                                          |
| 9 mei 2018 20:45 King Power Stadium Leicester           | Leicester City                                                        | 3-1                         | Arsenal FC                                                  | Čech Maitland-Niles, Holding, Mavropanos, Kolašinac Iwobi (84' Nketiah), Xhaka, Ramsey Mchitarjan, Aubameyang, Welbeck (19' Mustafi)                   | 15' Mavropanos 75' Holding 77' Xhaka                                     |
| 9 mei 2018 20:45 King Power Stadium Leicester           | 14' Iheanacho 76' Vardy (pen.) 90' Mahrez                             | 1-0 1-1 2-1 3-1             | 53' Aubameyang                                              | Čech Maitland-Niles, Holding, Mavropanos, Kolašinac Iwobi (84' Nketiah), Xhaka, Ramsey Mchitarjan, Aubameyang, Welbeck (19' Mustafi)                   | 15' Mavropanos 75' Holding 77' Xhaka                                     |
| 13 mei 2018 16:00 John Smith's Stadium Huddersfield     | Huddersfield Town                                                     | 0-1                         | Arsenal FC                                                  | Ospina Bellerín, Mustafi, Holding, Kolašinac (68' Monreal) Iwobi (72' Maitland-Niles), Xhaka, Ramsey Mchitarjan, Lacazette, Aubameyang (67' Welbeck)   |                                                                          |
| 13 mei 2018 16:00 John Smith's Stadium Huddersfield     |                                                                       | 0-1                         | 38' Aubameyang                                              | Ospina Bellerín, Mustafi, Holding, Kolašinac (68' Monreal) Iwobi (72' Maitland-Niles), Xhaka, Ramsey Mchitarjan, Lacazette, Aubameyang (67' Welbeck)   |                                                                          |

### Overzicht
| Speeldag  | 1 | 2  | 3  | 4  | 5  | 6  | 7  | 8  | 9  | 10 | 11 | 12 | 13 | 14 | 15 | 16 | 17 | 18 | 19 | 20 | 21 | 22 | 23 | 24 | 25 | 26 | 27 | 28 | 29 | 30 | 31 | 32 | 33 | 34 | 35 | 36 | 37 | 38 |
| --------- | - | -- | -- | -- | -- | -- | -- | -- | -- | -- | -- | -- | -- | -- | -- | -- | -- | -- | -- | -- | -- | -- | -- | -- | -- | -- | -- | -- | -- | -- | -- | -- | -- | -- | -- | -- | -- | -- |
| Resultaat | w | v  | v  | w  | g  | w  | w  | v  | w  | w  | v  | w  | w  | w  | v  | g  | g  | w  | g  | w  | g  | g  | v  | w  | v  | w  | v  | v  | v  | w  | w  | w  | v  | w  | v  | w  | v  | w  |
| Punten    | 3 | 3  | 3  | 6  | 7  | 10 | 13 | 13 | 16 | 19 | 19 | 22 | 25 | 28 | 28 | 29 | 30 | 33 | 34 | 37 | 38 | 39 | 39 | 42 | 42 | 45 | 45 | 45 | 45 | 48 | 51 | 54 | 54 | 57 | 57 | 60 | 60 | 63 |
| Positie   | 5 | 11 | 16 | 11 | 12 | 7  | 5  | 6  | 5  | 5  | 6  | 6  | 4  | 4  | 5  | 5  | 6  | 5  | 6  | 6  | 5  | 6  | 6  | 6  | 6  | 6  | 6  | 6  | 6  | 6  | 6  | 6  | 6  | 6  | 6  | 6  | 6  | 6  |

## FA Cup
| FA Cup                                          |                                                             |                         |                             | |                                        |
| Wedstrijddetails                                | Thuisploeg                                                  | Uitslag                 | Uitploeg                    | Opstelling | Kaarten                                |
| 1/32 finale                                     |                                                             |                         |                             | |                                        |
| 7 januari 2018 17:00 City Ground West Bridgford | Nottingham Forest (II)                                      | 4-2                     | Arsenal FC                  | Ospina Debuchy (87' Akpom), Mertesacker, Holding, Maitland-Niles Elneny, Willock (65' Nketiah), Iwobi Walcott, Welbeck, Nelson | 84' Debuchy 85' Ospina 86' Mertesacker |
| 7 januari 2018 17:00 City Ground West Bridgford | 20' Lichaj 44' Lichaj 64' Brereton (pen.) 85' Dowell (pen.) | 1-0 1-1 2-1 3-1 3-2 4-2 | 23' Mertesacker 79' Welbeck | Ospina Debuchy (87' Akpom), Mertesacker, Holding, Maitland-Niles Elneny, Willock (65' Nketiah), Iwobi Walcott, Welbeck, Nelson | 84' Debuchy 85' Ospina 86' Mertesacker |

## League Cup
| League Cup                                      |                             |             |                                     | |                                                   |
| Wedstrijddetails                                | Thuisploeg                  | Uitslag     | Uitploeg                            | Opstelling | Kaarten                                           |
| 1/16 finale                                     |                             |             |                                     | |                                                   |
| 20 september 2017 20:45 Emirates Stadium Londen | Arsenal FC                  | 1-0         | Doncaster Rovers (III)              | Ospina Chambers (46' Dasilva), Mertesacker, Holding Nelson (84' Willock), Elneny, Wilshere, Maitland-Niles Walcott (76' Iwobi), Giroud, Sánchez |                                                   |
| 20 september 2017 20:45 Emirates Stadium Londen | 25' Walcott                 | 1-0         |                                     | Ospina Chambers (46' Dasilva), Mertesacker, Holding Nelson (84' Willock), Elneny, Wilshere, Maitland-Niles Walcott (76' Iwobi), Giroud, Sánchez |                                                   |
| 1/8 finale                                      |                             |             |                                     | |                                                   |
| 24 oktober 2017 20:45 Emirates Stadium Londen   | Arsenal FC                  | 2-1         | Norwich City (II)                   | Macey Debuchy, Elneny, Holding Nelson (85' Nketiah), Coquelin, Wilshere, Maitland-Niles (70' Akpom) Walcott, Giroud, Iwobi (105' Dasilva)       | 56' Elneny 68' Coquelin 78' Wilshere 88' Akpom    |
| 24 oktober 2017 20:45 Emirates Stadium Londen   | 85' Nketiah 96' Nketiah     | 0-1 1-1 2-1 | 34' Murphy                          | Macey Debuchy, Elneny, Holding Nelson (85' Nketiah), Coquelin, Wilshere, Maitland-Niles (70' Akpom) Walcott, Giroud, Iwobi (105' Dasilva)       | 56' Elneny 68' Coquelin 78' Wilshere 88' Akpom    |
| Kwartfinale                                     |                             |             |                                     | |                                                   |
| 19 december 2017 20:45 Emirates Stadium Londen  | Arsenal FC                  | 1-0         | West Ham United                     | Ospina Debuchy, Chambers, Holding, Kolašinac Coquelin (90' Dasilva), Elneny, Willock (84' Sheaf) Walcott, Giroud (78' Nelson), Welbeck          |                                                   |
| 19 december 2017 20:45 Emirates Stadium Londen  | 43' Welbeck                 | 1-0         |                                     | Ospina Debuchy, Chambers, Holding, Kolašinac Coquelin (90' Dasilva), Elneny, Willock (84' Sheaf) Walcott, Giroud (78' Nelson), Welbeck          |                                                   |
| Halve finale                                    |                             |             |                                     | |                                                   |
| 10 januari 2018 21:00 Stamford Bridge Londen    | Chelsea FC                  | 0-0         | Arsenal FC                          | Ospina Chambers, Mustafi, Holding Bellerín, Xhaka, Wilshere (58' Elneny), Maitland-Niles Iwobi, Lacazette (67' Sánchez), Welbeck                | 52' Xhaka 87' Elneny                              |
| 10 januari 2018 21:00 Stamford Bridge Londen    |                             |             |                                     | Ospina Chambers, Mustafi, Holding Bellerín, Xhaka, Wilshere (58' Elneny), Maitland-Niles Iwobi, Lacazette (67' Sánchez), Welbeck                | 52' Xhaka 87' Elneny                              |
| 24 januari 2018 21:00 Emirates Stadium Londen   | Arsenal FC                  | 2-1         | Chelsea FC                          | Ospina Bellerín, Koscielny, Mustafi, Monreal Wilshere, Elneny, Xhaka Özil, Lacazette (84' Kolašinac), Iwobi (84' Ramsey)                        | 31' Wilshere 66' Monreal                          |
| 24 januari 2018 21:00 Emirates Stadium Londen   | 12' Rüdiger (own) 60' Xhaka | 0-1 1-1 2-1 | 7' Hazard                           | Ospina Bellerín, Koscielny, Mustafi, Monreal Wilshere, Elneny, Xhaka Özil, Lacazette (84' Kolašinac), Iwobi (84' Ramsey)                        | 31' Wilshere 66' Monreal                          |
| Finale                                          |                             |             |                                     | |                                                   |
| 25 februari 2018 17:30 Wembley Stadium Londen   | Arsenal FC                  | 0-3         | Manchester City                     | Ospina Chambers (65' Welbeck), Mustafi, Koscielny Bellerín, Ramsey (73' Iwobi), Xhaka, Monreal (26' Kolašinac) Özil, Aubameyang, Wilshere       | 24' Bellerín 32' Ramsey 47' Chambers 88' Wilshere |
| 25 februari 2018 17:30 Wembley Stadium Londen   |                             | 0-1 0-2 0-3 | 18' Agüero 58' Kompany 65' D. Silva | Ospina Chambers (65' Welbeck), Mustafi, Koscielny Bellerín, Ramsey (73' Iwobi), Xhaka, Monreal (26' Kolašinac) Özil, Aubameyang, Wilshere       | 24' Bellerín 32' Ramsey 47' Chambers 88' Wilshere |

## UEFA Europa League
| UEFA Europa League                                |                                                                                      |                         |                                                      | |                                      |
| Wedstrijddetails                                  | Thuisploeg                                                                           | Uitslag                 | Uitploeg                                             | Opstelling | Kaarten                              |
| Groepsfase                                        |                                                                                      |                         |                                                      | |                                      |
| 14 september 2017 22:05 Emirates Stadium Londen   | Arsenal FC                                                                           | 3-1                     | FC Köln                                              | Ospina Bellerín, Holding (46' Kolašinac), Mertesacker, Monreal Elneny, Maitland-Niles, Iwobi (69' Wilshere) Walcott (84' Nelson), Giroud, Sánchez  |                                      |
| 14 september 2017 22:05 Emirates Stadium Londen   | 50' Kolašinac 68' Sánchez 83' Bellerín                                               | 0-1 1-1 2-1 3-1         | 10' Córdoba                                          | Ospina Bellerín, Holding (46' Kolašinac), Mertesacker, Monreal Elneny, Maitland-Niles, Iwobi (69' Wilshere) Walcott (84' Nelson), Giroud, Sánchez  |                                      |
| 28 september 2017 19:00 Borisov Arena Borisov     | BATE Borisov                                                                         | 2-4                     | Arsenal FC                                           | Ospina Mustafi, Mertesacker, Holding Nelson (79' McGuane), Willock (89' Nketiah), Elneny, Maitland-Niles Walcott, Giroud, Wilshere                 |                                      |
| 28 september 2017 19:00 Borisov Arena Borisov     | 28' Ivanić 67' Gordeychuk                                                            | 0-1 0-2 0-3 1-3 1-4 2-4 | 9' Walcott 22' Walcott 25' Holding 49' Giroud (pen.) | Ospina Mustafi, Mertesacker, Holding Nelson (79' McGuane), Willock (89' Nketiah), Elneny, Maitland-Niles Walcott, Giroud, Wilshere                 |                                      |
| 19 oktober 2017 19:00 Rode Sterstadion Belgrado   | Rode Ster Belgrado                                                                   | 0-1                     | Arsenal FC                                           | Čech Debuchy, Elneny, Holding Nelson, Coquelin (90' Sheaf), Willock (89' McGuane), Maitland-Niles Walcott, Giroud, Wilshere                        | 64' Coquelin 90+2' Nelson            |
| 19 oktober 2017 19:00 Rode Sterstadion Belgrado   |                                                                                      | 0-1                     | 85' Giroud                                           | Čech Debuchy, Elneny, Holding Nelson, Coquelin (90' Sheaf), Willock (89' McGuane), Maitland-Niles Walcott, Giroud, Wilshere                        | 64' Coquelin 90+2' Nelson            |
| 2 november 2017 21:05 Emirates Stadium Londen     | Arsenal FC                                                                           | 0-0                     | Rode Ster Belgrado                                   | Macey Debuchy, Elneny, Holding Nelson, Willock (68' Nketiah), Coquelin, Maitland-Niles Walcott, Giroud, Wilshere                                   | 70' Holding                          |
| 2 november 2017 21:05 Emirates Stadium Londen     |                                                                                      |                         |                                                      | Macey Debuchy, Elneny, Holding Nelson, Willock (68' Nketiah), Coquelin, Maitland-Niles Walcott, Giroud, Wilshere                                   | 70' Holding                          |
| 23 november 2017 19:00 RheinEnergieStadion Keulen | FC Köln                                                                              | 1-0                     | Arsenal FC                                           | Ospina Debuchy (85' Nketiah), Mertesacker, Holding, Chambers (68' Nelson) Coquelin, Elneny, Maitland-Niles Welbeck (46' Iwobi), Giroud, Wilshere   | 50' Debuchy                          |
| 23 november 2017 19:00 RheinEnergieStadion Keulen | 63' Guirassy (pen.)                                                                  | 1-0                     |                                                      | Ospina Debuchy (85' Nketiah), Mertesacker, Holding, Chambers (68' Nelson) Coquelin, Elneny, Maitland-Niles Welbeck (46' Iwobi), Giroud, Wilshere   | 50' Debuchy                          |
| 7 december 2017 21:05 Emirates Stadium Londen     | Arsenal FC                                                                           | 6-0                     | BATE Borisov                                         | Ospina Debuchy, Chambers, Holding, Maitland-Niles Coquelin, Elneny (76' Willock), Wilshere Walcott (71' Nelson), Giroud, Welbeck (77' Nketiah)     |                                      |
| 7 december 2017 21:05 Emirates Stadium Londen     | 11' Debuchy 37' Walcott 43' Wilshere 51' Polyakov (own) 64' Giroud (pen.) 74' Elneny | 1-0 2-0 3-0 4-0 5-0 6-0 |                                                      | Ospina Debuchy, Chambers, Holding, Maitland-Niles Coquelin, Elneny (76' Willock), Wilshere Walcott (71' Nelson), Giroud, Welbeck (77' Nketiah)     |                                      |
| 1/16 finale                                       |                                                                                      |                         |                                                      | |                                      |
| 15 februari 2018 19:00 Jämtkraft Arena Östersund  | Östersunds FK                                                                        | 0-3                     | Arsenal FC                                           | Ospina Bellerín, Chambers, Mustafi, Monreal (73' Kolašinac) Elneny, Maitland-Niles, Özil Mchitarjan (84' Nelson), Welbeck (83' Nketiah), Iwobi     |                                      |
| 15 februari 2018 19:00 Jämtkraft Arena Östersund  |                                                                                      | 0-1 0-2 0-3             | 13' Monreal 24' Papagiannopoulos (own) 58' Özil      | Ospina Bellerín, Chambers, Mustafi, Monreal (73' Kolašinac) Elneny, Maitland-Niles, Özil Mchitarjan (84' Nelson), Welbeck (83' Nketiah), Iwobi     |                                      |
| 22 februari 2018 21:05 Emirates Stadium Londen    | Arsenal FC                                                                           | 1-2                     | Östersunds FK                                        | Ospina Bellerín, Chambers, Holding, Kolašinac Elneny, Maitland-Niles (46' Xhaka), Wilshere (76' Willock) Mchitarjan, Welbeck, Iwobi (90+2' Nelson) | 43' Maitland-Niles 88' Mchitarjan    |
| 22 februari 2018 21:05 Emirates Stadium Londen    | 47' Kolašinac                                                                        | 0-1 0-2 1-2             | 22' Aiesh 23' Sema                                   | Ospina Bellerín, Chambers, Holding, Kolašinac Elneny, Maitland-Niles (46' Xhaka), Wilshere (76' Willock) Mchitarjan, Welbeck, Iwobi (90+2' Nelson) | 43' Maitland-Niles 88' Mchitarjan    |
| 1/8 finale                                        |                                                                                      |                         |                                                      | |                                      |
| 8 maart 2018 19:00 San Siro Milaan                | AC Milan                                                                             | 0-2                     | Arsenal FC                                           | Ospina Chambers (85' Elneny), Mustafi, Koscielny, Kolašinac (62' Maitland-Niles) Ramsey, Xhaka, Wilshere Özil (80' Holding), Welbeck, Mchitarjan   | 60' Kolašinac 71' Ramsey             |
| 8 maart 2018 19:00 San Siro Milaan                |                                                                                      | 0-1 0-2                 | 15' Mchitarjan 45+4' Ramsey                          | Ospina Chambers (85' Elneny), Mustafi, Koscielny, Kolašinac (62' Maitland-Niles) Ramsey, Xhaka, Wilshere Özil (80' Holding), Welbeck, Mchitarjan   | 60' Kolašinac 71' Ramsey             |
| 15 maart 2018 21:05 Emirates Stadium Londen       | Arsenal FC                                                                           | 3-1                     | AC Milan                                             | Ospina Bellerín, Mustafi, Koscielny (11' Chambers), Monreal Ramsey, Xhaka, Wilshere Özil (79' Kolašinac), Welbeck, Mchitarjan (69' Elneny)         | 45+2' Monreal                        |
| 15 maart 2018 21:05 Emirates Stadium Londen       | 39' Welbeck (pen.) 71' Xhaka 86' Welbeck                                             | 0-1 1-1 2-1 3-1         | 35' Çalhanoğlu                                       | Ospina Bellerín, Mustafi, Koscielny (11' Chambers), Monreal Ramsey, Xhaka, Wilshere Özil (79' Kolašinac), Welbeck, Mchitarjan (69' Elneny)         | 45+2' Monreal                        |
| Kwartfinale                                       |                                                                                      |                         |                                                      | |                                      |
| 5 april 2018 21:05 Emirates Stadium Londen        | Arsenal FC                                                                           | 4-1                     | CSKA Moskou                                          | Čech Bellerín, Mustafi, Koscielny, Monreal Ramsey, Xhaka, Wilshere (74' Elneny) Özil, Lacazette (74' Welbeck), Mchitarjan (61' Iwobi)              | 57' Xhaka 78' Bellerín               |
| 5 april 2018 21:05 Emirates Stadium Londen        | 9' Ramsey 23' Lacazette (pen.) 28' Ramsey 35' Lacazette                              | 1-0 1-1 2-1 3-1 4-1     | 15' Golovin                                          | Čech Bellerín, Mustafi, Koscielny, Monreal Ramsey, Xhaka, Wilshere (74' Elneny) Özil, Lacazette (74' Welbeck), Mchitarjan (61' Iwobi)              | 57' Xhaka 78' Bellerín               |
| 12 april 2018 21:05 Arena Chimki Chimki           | CSKA Moskou                                                                          | 2-2                     | Arsenal FC                                           | Čech Bellerín, Mustafi, Koscielny, Monreal Ramsey, Elneny, Wilshere (69' Chambers) Özil, Lacazette (77' Iwobi), Welbeck                            |                                      |
| 12 april 2018 21:05 Arena Chimki Chimki           | 39' Chalov 50' Nababkin                                                              | 1-0 2-0 2-1 2-2         | 75' Welbeck 90+2' Ramsey                             | Čech Bellerín, Mustafi, Koscielny, Monreal Ramsey, Elneny, Wilshere (69' Chambers) Özil, Lacazette (77' Iwobi), Welbeck                            |                                      |
| Halve finale                                      |                                                                                      |                         |                                                      | |                                      |
| 26 april 2018 21:05 Emirates Stadium Londen       | Arsenal FC                                                                           | 1-1                     | Atlético Madrid                                      | Ospina Bellerín, Mustafi, Koscielny, Monreal Ramsey, Xhaka, Wilshere Özil, Lacazette, Welbeck                                                      |                                      |
| 26 april 2018 21:05 Emirates Stadium Londen       | 61' Lacazette                                                                        | 1-0 1-1                 | 82' Griezmann                                        | Ospina Bellerín, Mustafi, Koscielny, Monreal Ramsey, Xhaka, Wilshere Özil, Lacazette, Welbeck                                                      |                                      |
| 3 mei 2018 21:05 Wanda Metropolitano Madrid       | Atlético Madrid                                                                      | 1-0                     | Arsenal FC                                           | Ospina Bellerín, Mustafi, Koscielny (13' Chambers), Monreal Ramsey, Xhaka, Wilshere (69' Mchitarjan) Özil, Lacazette, Welbeck                      | 43' Wilshere 59' Monreal 79' Mustafi |
| 3 mei 2018 21:05 Wanda Metropolitano Madrid       | 45+3' Costa                                                                          | 1-0                     |                                                      | Ospina Bellerín, Mustafi, Koscielny (13' Chambers), Monreal Ramsey, Xhaka, Wilshere (69' Mchitarjan) Özil, Lacazette, Welbeck                      | 43' Wilshere 59' Monreal 79' Mustafi |

### Klassement groepsfase
| #  | Club               | GS | W | G | V | DV | DT | DS  | PTN |
| -- | ------------------ | -- | - | - | - | -- | -- | --- | --- |
| 1. | Arsenal FC         | 6  | 4 | 1 | 1 | 14 | 4  | +10 | 13  |
| 2. | Rode Ster Belgrado | 6  | 2 | 3 | 1 | 3  | 2  | +1  | 9   |
| 3. | FC Köln            | 6  | 2 | 0 | 4 | 7  | 8  | −1  | 6   |
| 4. | BATE Borisov       | 6  | 1 | 2 | 3 | 6  | 16 | −10 | 5   |

## Statistieken
De speler met de meeste wedstrijden is in het groen aangeduid, de speler met de meeste doelpunten in het geel.
| Nr. | Naam                      | Premier League | Premier League | FA Cup | FA Cup | League Cup | League Cup | Community Shield | Community Shield | Europa League | Europa League | Totaal | Totaal |
| Nr. | Naam                      | Wed            | Goals          | Wed    | Goals  | Wed        | Goals      | Wed              | Goals            | Wed           | Goals         | Wed    | Goals  |
| --- | ------------------------- | -------------- | -------------- | ------ | ------ | ---------- | ---------- | ---------------- | ---------------- | ------------- | ------------- | ------ | ------ |
| 2.  | Mathieu Debuchy           | 0              | 0              | 1      | 0      | 2          | 0          | 0                | 0                | 4             | 1             | 7      | 1      |
| 4.  | Per Mertesacker           | 6              | 1              | 1      | 1      | 1          | 0          | 1                | 0                | 3             | 0             | 12     | 2      |
| 6.  | Laurent Koscielny         | 25             | 2              | 0      | 0      | 2          | 0          | 0                | 0                | 6             | 0             | 33     | 2      |
| 7.  | Alexis Sánchez            | 19             | 7              | 0      | 0      | 2          | 0          | 0                | 0                | 1             | 1             | 22     | 8      |
| 7.  | Henrich Mchitarjan        | 11             | 2              | 0      | 0      | 0          | 0          | 0                | 0                | 6             | 1             | 17     | 3      |
| 8.  | Aaron Ramsey              | 24             | 7              | 0      | 0      | 2          | 0          | 0                | 0                | 6             | 4             | 32     | 11     |
| 9.  | Alexandre Lacazette       | 32             | 14             | 0      | 0      | 2          | 0          | 1                | 0                | 4             | 3             | 39     | 17     |
| 10. | Jack Wilshere             | 20             | 1              | 0      | 0      | 5          | 0          | 0                | 0                | 13            | 1             | 38     | 2      |
| 11. | Mesut Özil                | 26             | 4              | 0      | 0      | 2          | 0          | 0                | 0                | 7             | 1             | 35     | 5      |
| 12. | Olivier Giroud            | 16             | 4              | 0      | 0      | 3          | 0          | 1                | 0                | 6             | 3             | 26     | 7      |
| 13. | David Ospina              | 5              | 0              | 1      | 0      | 5          | 0          | 0                | 0                | 10            | 0             | 21     | 0      |
| 14. | Theo Walcott              | 6              | 0              | 1      | 0      | 3          | 1          | 1                | 0                | 5             | 3             | 16     | 4      |
| 14. | Pierre-Emerick Aubameyang | 13             | 10             | 0      | 0      | 1          | 0          | 0                | 0                | 0             | 0             | 14     | 10     |
| 15. | Alex Oxlade-Chamberlain   | 3              | 0              | 0      | 0      | 0          | 0          | 1                | 0                | 0             | 0             | 4      | 0      |
| 16. | Rob Holding               | 12             | 0              | 1      | 0      | 4          | 0          | 1                | 0                | 8             | 1             | 26     | 1      |
| 17. | Alex Iwobi                | 26             | 3              | 1      | 0      | 5          | 0          | 1                | 0                | 6             | 0             | 39     | 3      |
| 18. | Nacho Monreal             | 28             | 5              | 0      | 0      | 2          | 0          | 1                | 0                | 7             | 1             | 38     | 6      |
| 19. | Santi Cazorla             | 0              | 0              | 0      | 0      | 0          | 0          | 0                | 0                | 0             | 0             | 0      | 0      |
| 20. | Shkodran Mustafi          | 27             | 3              | 0      | 0      | 3          | 0          | 0                | 0                | 8             | 0             | 38     | 3      |
| 21. | Calum Chambers            | 12             | 0              | 0      | 0      | 4          | 0          | 0                | 0                | 8             | 0             | 24     | 0      |
| 22. | Jeff Reine-Adélaïde       | 0              | 0              | 0      | 0      | 0          | 0          | 0                | 0                | 0             | 0             | 0      | 0      |
| 23. | Danny Welbeck             | 28             | 5              | 1      | 1      | 3          | 1          | 1                | 0                | 10            | 3             | 43     | 10     |
| 24. | Héctor Bellerín           | 35             | 2              | 0      | 0      | 3          | 0          | 1                | 0                | 8             | 1             | 47     | 3      |
| 25. | Carl Jenkinson            | 0              | 0              | 0      | 0      | 0          | 0          | 0                | 0                | 0             | 0             | 0      | 0      |
| 27. | Konstantinos Mavropanos   | 3              | 0              | 0      | 0      | 0          | 0          | 0                | 0                | 0             | 0             | 3      | 0      |
| 28. | Lucas Pérez               | 0              | 0              | 0      | 0      | 0          | 0          | 0                | 0                | 0             | 0             | 0      | 0      |
| 29. | Granit Xhaka              | 38             | 1              | 0      | 0      | 3          | 1          | 1                | 0                | 6             | 1             | 48     | 3      |
| 30. | Ainsley Maitland-Niles    | 15             | 0              | 1      | 0      | 3          | 0          | 0                | 0                | 9             | 0             | 28     | 0      |
| 31. | Sead Kolašinac            | 27             | 2              | 0      | 0      | 3          | 0          | 1                | 1                | 5             | 2             | 36     | 5      |
| 32. | Chuba Akpom               | 0              | 0              | 1      | 0      | 1          | 0          | 0                | 0                | 0             | 0             | 2      | 0      |
| 33. | Petr Čech                 | 34             | 0              | 0      | 0      | 0          | 1          | 0                | 0                | 3             | 0             | 38     | 0      |
| 34. | Francis Coquelin          | 7              | 0              | 0      | 0      | 2          | 0          | 0                | 0                | 4             | 0             | 13     | 0      |
| 35. | Mohamed Elneny            | 13             | 0              | 1      | 0      | 5          | 0          | 1                | 0                | 12            | 1             | 32     | 1      |
| 43. | Josh Dasilva              | 0              | 0              | 0      | 0      | 3          | 0          | 0                | 0                | 0             | 0             | 3      | 0      |
| 54. | Matt Macey                | 0              | 0              | 0      | 0      | 1          | 0          | 0                | 0                | 1             | 0             | 2      | 0      |
| 58. | Marcus McGuane            | 0              | 0              | 0      | 0      | 0          | 0          | 0                | 0                | 2             | 0             | 2      | 0      |
| 61. | Reiss Nelson              | 3              | 0              | 1      | 0      | 3          | 0          | 1                | 0                | 8             | 0             | 16     | 0      |
| 62. | Edward Nketiah            | 3              | 0              | 1      | 0      | 1          | 2          | 0                | 0                | 5             | 0             | 10     | 2      |
| 65. | Ben Sheaf                 | 0              | 0              | 0      | 0      | 1          | 0          | 0                | 0                | 1             | 0             | 2      | 0      |
| 69. | Joe Willock               | 2              | 0              | 1      | 0      | 3          | 0          | 0                | 0                | 5             | 0             | 11     | 0      |

## Afbeeldingen

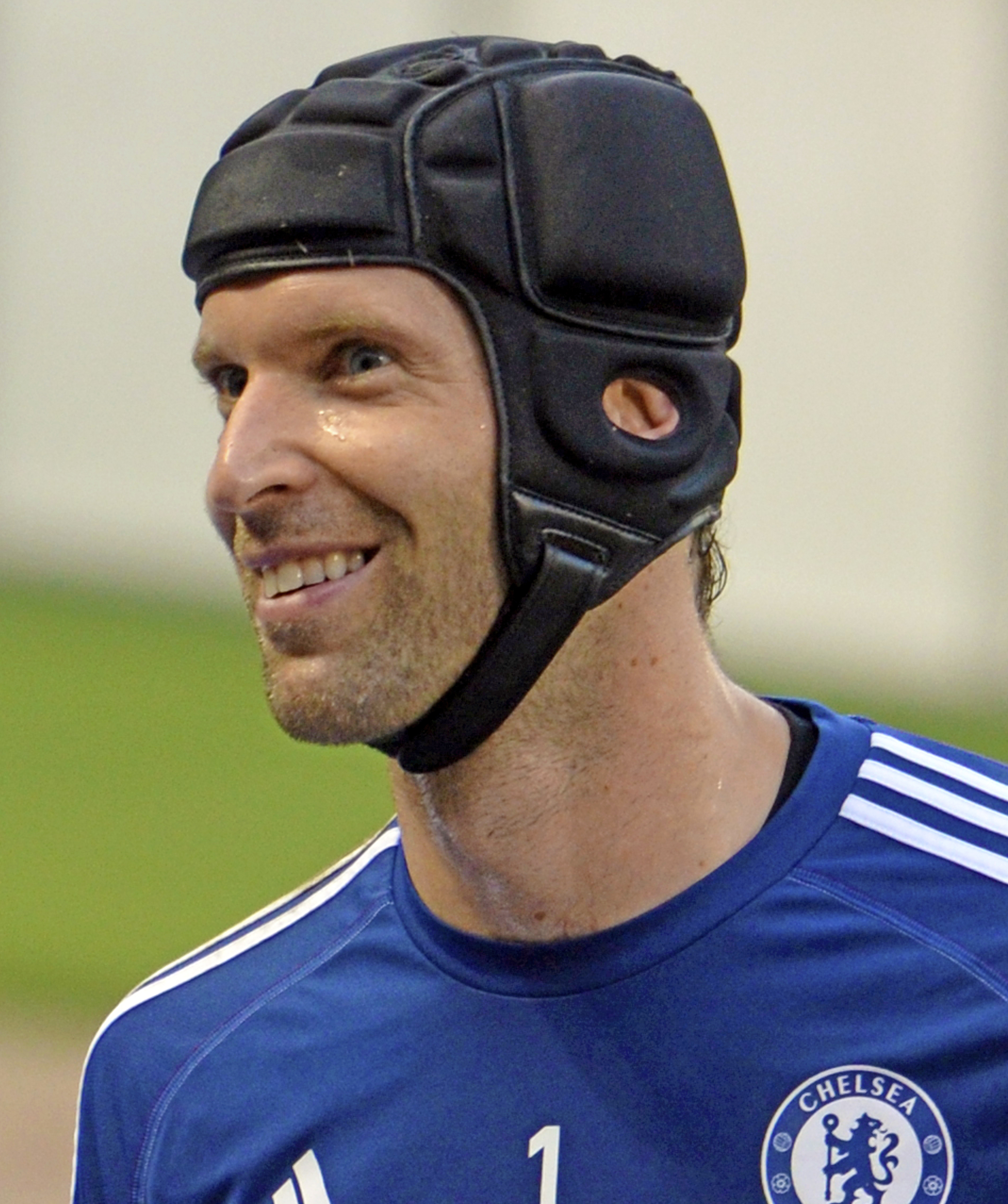
Petr Čech (doelman)
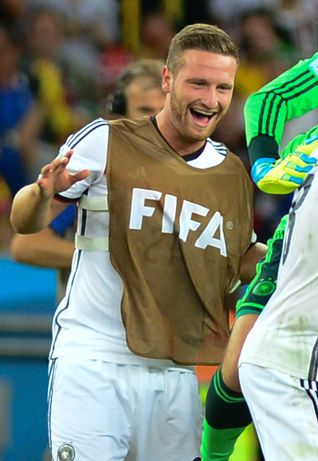
Shkodran Mustafi (verdediger)
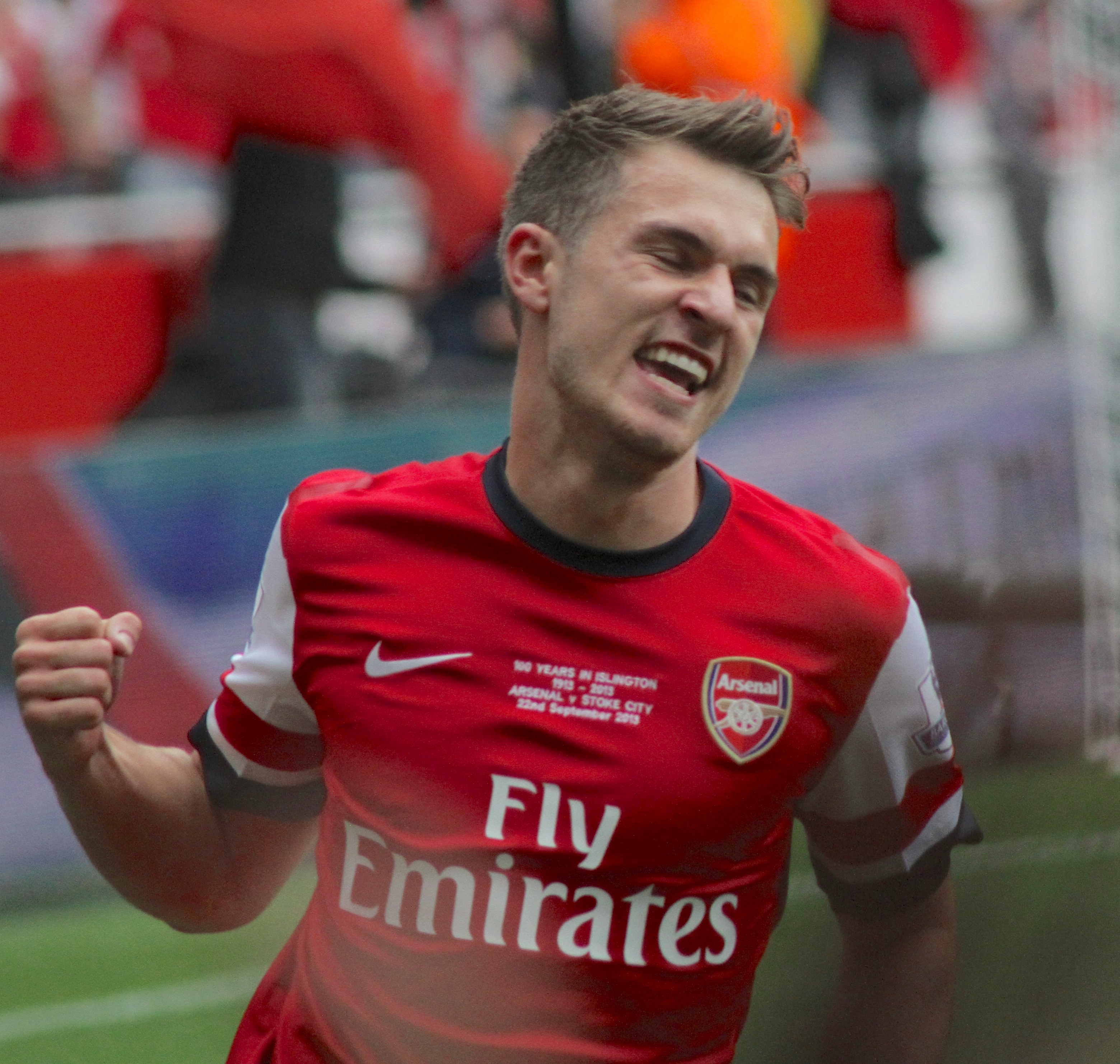
Aaron Ramsey (middenvelder)
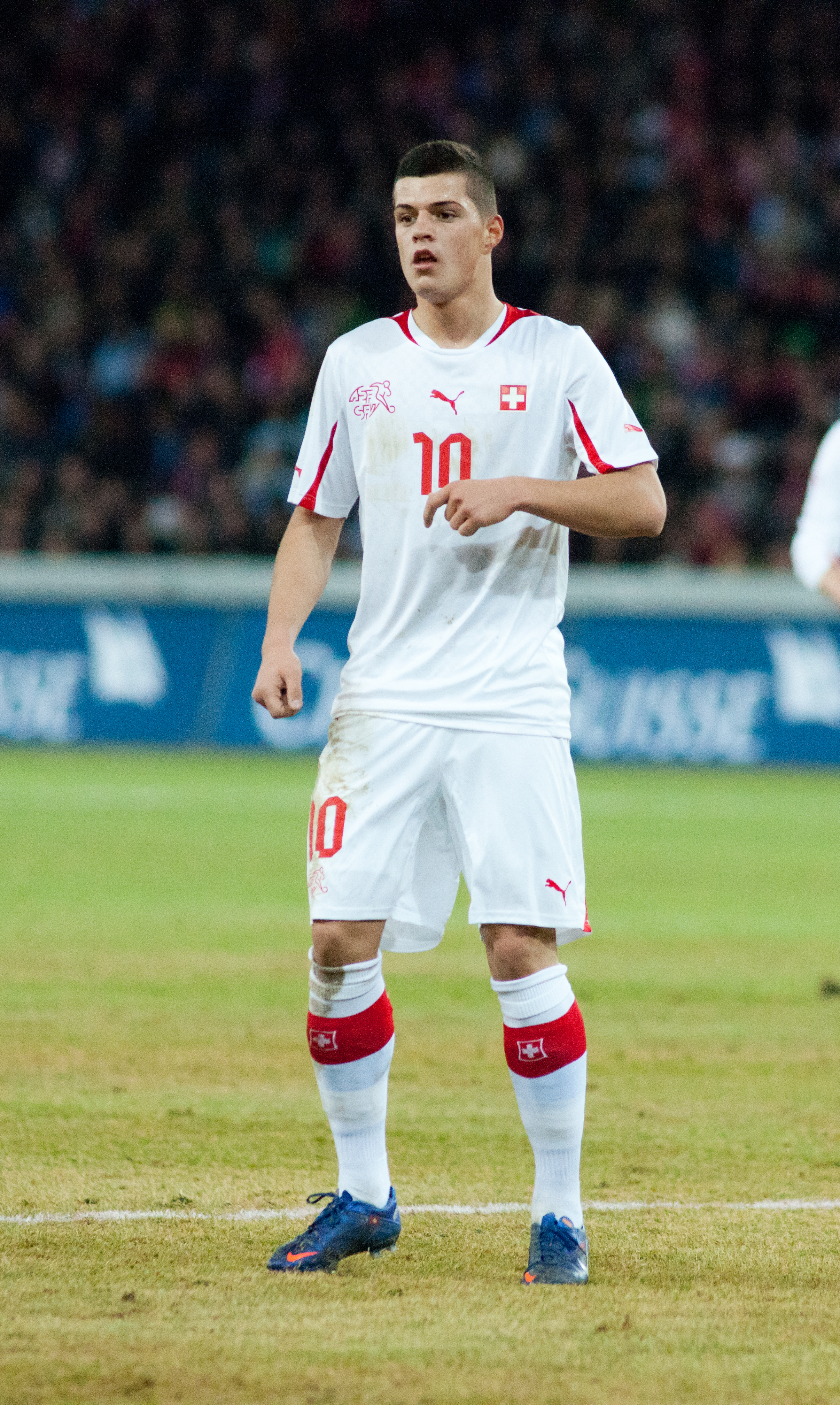
Granit Xhaka (middenvelder)
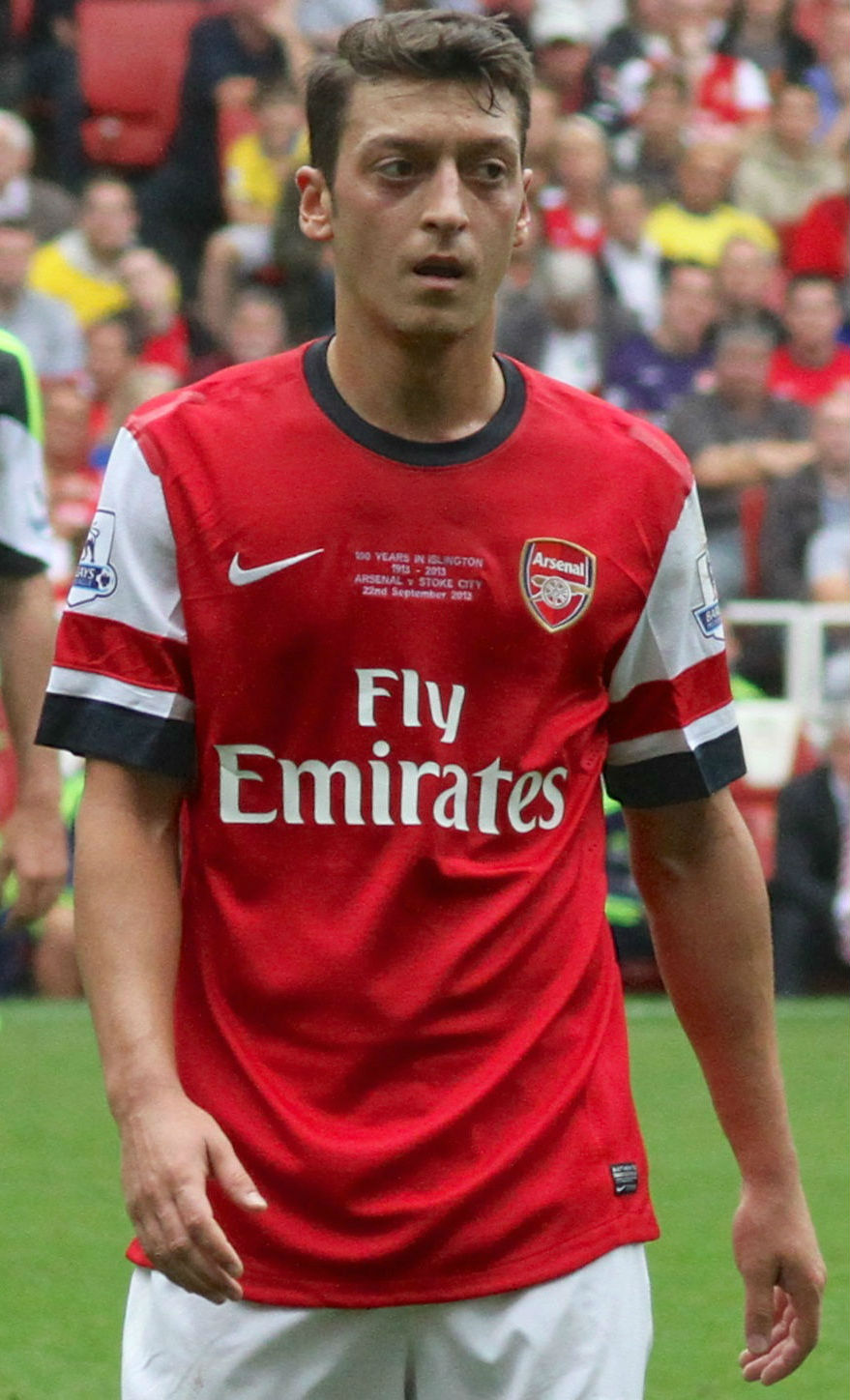
Mesut Özil (middenvelder)
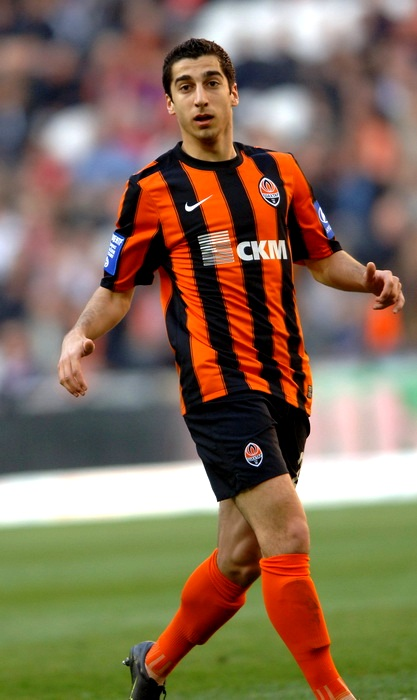
Henrich Mchitarjan (aanvaller)
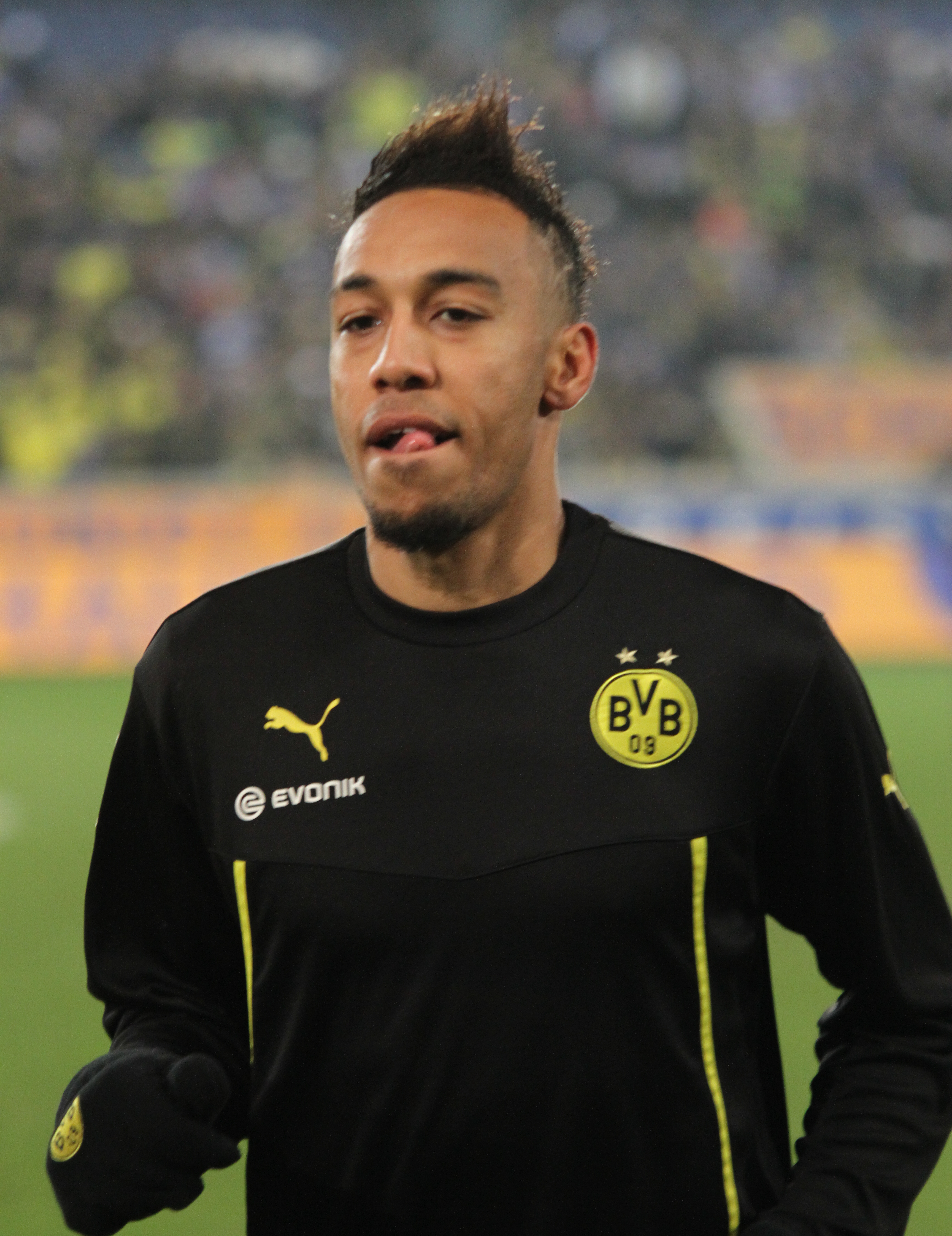
Pierre-Emerick Aubameyang (aanvaller)
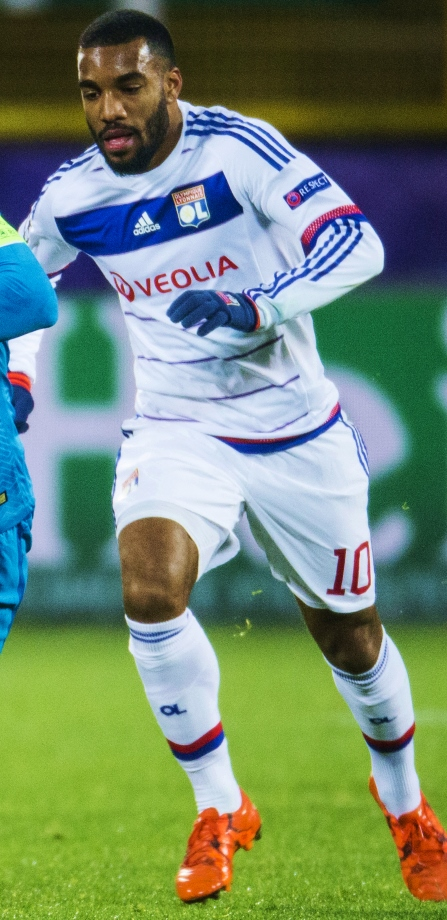
Alexandre Lacazette (aanvaller)